# بيتروس (قربلاط)
بيتروس (باليونانية: Πέτρος)‏، المعروف أيضًا باسم بيتر باللغة الإنجليزية (حوالي 545 في أرابيسوس، كابادوكيا – 27 نوفمبر 602 في القسطنطينية أو خلقدون) كان شقيق الإمبراطور البيزنطي موريكيوس (حكم من 582 إلى 602).